# Fergusonina turneri
Fergusonina turneri är en tvåvingeart som beskrevs av Taylor 2004. Fergusonina turneri ingår i släktet Fergusonina och familjen Fergusoninidae. Inga underarter finns listade i Catalogue of Life.